# Budzik (program telewizyjny)
Budzik – program telewizyjny nadawany od 1 października 2001 roku do 6 czerwca 2012 roku w TVP1, oraz powtórkowo w TVP Polonia i TVP ABC. Autorem programu był Andrzej Marek Grabowski, znany z wcześniejszych programów takich jak Tik-Tak, Wyprawy profesora Ciekawskiego, czy Ciuchcia.Od 2002 roku współpraca scenariuszowa i realizacyjna z  Małgorzatą J. Berwid – nazywaną Mamą Chrzestną Kulfona i Moniki i Budzika.
Głównymi bohaterami, nieprzerwanie przez jedenaście lat, były dwa koty: Budzik i Ruda, krasnoludek Piksel, oraz Pani Ewa, która nie wie, że jej koty potrafią mówić, w zegarze mieszka krasnoludek, a w jej mieszkaniu działa „Kocia TV Budzik”. Podczas wigilijnego wydania programu w 2007 roku koty wyjawiły Panie Ewie tajemnicę, że mówią oraz że w jej mieszkaniu działa Kocia Telewizja Budzik. Nadal jednak nie wiedziała, że w jej zegarze mieszka Piksel. Dowiedziała się o tym w marcu 2010 roku. W programie od samego początku były także plastyczne zabawy z Igorem i muzyczne spotkania z Panem Tenorkiem. Z biegiem czasu w programie pojawiały się nowe postacie, m.in. Kuchciak, tatuś Budzika, Bezkajku i Szefuńcio.
W 2012 roku Telewizja Polska podjęła decyzję o zdjęciu po 11 latach emisji programu z powodu kłopotów finansowych. W sumie powstało 338 odcinków programu.

## Bohaterowie programu
- Budzik (Piotr Tworek) – szary kocur, wraz z licznym rodzeństwem i rodzicami mieszkający na dachu do momentu spotkania w parku Pani Ewy, która przygarnęła go. Budzik jest tytułowym bohaterem programu. Ma zwariowane pomysły i lubi śpiewać piosenki. Często jest chwalipiętą, lubi wyolbrzymiać swoje liczne zdolności. Czasami myśli również trochę egoistycznie, jednak bardzo lubi swoich przyjaciół. Uwielbia jeść Kotki Łakotki. W niektórych odcinkach z lat 2010–2011 występuje jako zamieniony czarami przez Piksela mały kociak. W latach 2002–2003 Budzik nosił na sobie zielony kubraczek. Później przez kolejne 4 lata był ubrany w kolorowe spodnie na szelkach w kratkę. Od 2007 roku nosi czerwoną kamizelkę i czarne spodnie. Ulubionymi powiedzeniami kota Budzika są o kici mamo i myszki kiszki.
- Ruda (Monika Dworakowska-Babula) – ruda kotka. Od urodzenia mieszka w domu Pani Ewy. Tutaj również poznała Budzika. Troszczy się o innych i stara się każdemu pomóc. Zdarza jej się zwracać uwagę Budzikowi na jego zachowanie lub pomysły. Często jest niechętna wobec wspólnych pomysłów Budzika i Piksela. Lubi śpiewać i występować w Kocim Teatrzyku (którego reżyserem jest Budzik). Podobnie jak Budzik, w odcinkach z lat 2010–2011 jest zamieniona przez Piksela w małą kotkę. Ruda w latach 2002–2003 nosiła żółty kubraczek, zaś od 2003 roku zieloną sukienkę.
- Piksel (Maciej Gąsiorek) – nowoczesny krasnoludek mieszkający w mieszkaniu Pani Ewy: najpierw w zegarze ściennym (2001–2009), a następnie w domku znajdującym się w zaczarowanym obrazie wiszącym na ścianie (2009–2012). Piksel pochodzi od krasnoludków mieszkających w lesie, ale bardzo dobrze zna się na współczesnej technologii. Jest przyjacielem Pani Ewy, który pomaga jej (często czarami), kiedy ma problemy. To właśnie Piksel zamontował w domu Pani Ewy studio Kociej Telewizji Budzik (pierwsze spotkanie kotów z krasnalem i powstanie Kociej Telewizji było głównym wątkiem pierwszego odcinka programu, wyemitowanego 1 października 2001). Posiada w domu wielką księgę zaklęć. Zna się na czarach, choć czasem ich efekt jest inny od zamierzonego. W razie pomocy, potrzebnej kotom lub Ewie, zamienia się w krasnoluda-wielkoluda (tzn. wielkości dorosłego człowieka), wypowiadając zaklęcie Magikum, gigantum, bęc!.
- Pani Ewa (Aleksandra Ciejek) – pisarka. Tworzy wiersze i bajki dla dzieci. Jest roztrzepana, często zapomina zabrać czegoś ze sobą z domu lub czegoś kupić. W pierwszych latach programu jest nieświadoma tego, iż jej koty potrafią mówić, w jej domu mieszka krasnoludek, a jej dom jest studiem Kociej Telewizji. O zdolnościach Budzika i Rudej, oraz istnieniu telewizji dowiedziała się w programie wyemitowanym 24 grudnia 2007 roku. W marcu 2010 dowiedziała się natomiast, że Piksel jest krasnoludkiem. Często przytrafiają się jej różne kłopoty. Wtedy najczęściej z pomocą przybywa do niej Piksel. W latach 2002–2003 zdarzało się, że Ewa musiała wyjechać do rodziców lub siostry mieszkającej za granicą. Wtedy zostawiała mieszkanie z kotami pod opieką sąsiadki, lub Piksela.
- Pan Tenorek (Jacek Wójcicki) – światowej sławy tenor, posiadający swój stały blok w programie. Śpiewa piosenki dla dzieci. Większość piosenek Pana Tenorka skomponowali Katarzyna Kwiatkowska (muzyka), oraz Ewa Chotomska, Małgorzata J. Berwid, Małgorzata Strzałkowska, Barbara Stenka i  Andrzej Marek Grabowski (słowa).
- Igor Buszkowski – plastyk, posiadający swój blok w programie. Wraz z dwojgiem dzieci tworzy przeróżne przedmioty za pomocą farb, kredek, plasteliny, ale także przy użyciu produktów życia codziennego – wieszaków, plastikowych talerzyków i łyżeczek, słomek.
- Miauczysław (Mirosław Wieprzewski) – tatuś Budzika, występujący epizodycznie w programie w latach 2003–2007. Budzik spotkał go przypadkowo, po nieudanyn locie rakietą na Księżyc, która wylądowała na dachu bloku Pani Ewy. Podobnie jak syn przepada za Kotkami Łakotkami. Lubi się przechwalać i chwalić Budzika. Woli życie na dachu i pomimo próśb syna nie zamieszkał w mieszkaniu Ewy. Miauczysław nosi czerwoną kamizelkę i czarny melonik.
- Kuchciak (2004–2007: Mirosław Wieprzewski; 2009–2012: Grzegorz Feluś) – złośliwy skrzat kuchenny, który zamieszkał w szafce w kuchni Pani Ewy. Dalszy kuzyn Piksela. Uwielbia płatać kawały mieszkańcom domu, przede wszystkim Pani Ewie, która nie wie o jego istnieniu. Jego złośliwe czary są jednak zawsze naprawiane przez Piksela, zaś Kuchciak (o ile nie zdąży uciec) zostaje ukarany. Raz został zaczarowany na dwa tygodnie przez Piksela w sokowirówkę. Krasnal lubi również występować w Kociej Telewizji, dzięki czemu można w zamian za występ łatwiej go skłonić do ustępstw. Kuchciak nosi zieloną czapkę i szarą koszulkę na którą zakłada biały fartuszek ze swoim imieniem. W jednym z odcinków okazało się, że jego młodszym bratem jest występujący przed laty w telewizji Kulfon.
- Pan Melonik (Piotr Boruta) – mim, występujący w scenkach rodzajowych (np. pakowanie bagaży przed wycieczką) w programie w latach 2007–2009. Często towarzyszyły mu dzieci z zespołu Fasolki. Scenki wg scen. i realizacji  Małgorzaty J. Berwid.
- Szefuńcio (2004–2007: Grzegorz Feluś; 2009–2012: Wiktor Zborowski) – jeden z dwóch potworów, zamieszkujących strych mieszkania Pani Ewy. Nosi żółty krawat. Jest liderem potwornego duetu, którego celem jest straszenie. Potrafią jednak przestraszyć tylko Panią Ewę, którą lubią za to, że przynosi im kawałki ciasta. Szefuńcio nie potrafi znieść wad wymowy Bezkajku, dlatego uczy go zasad poprawnej wymowy. Występuje w Budziku w latach 2009 i 2011–2012.
- Bezkajku (Tomasz Kowol) – główny kompan Szefuńcia, posiadający liczne wady wymowy. Zwalcza je za pomocą rad wskazywanych przez swojego szefa. Podobnie jak Szefuńcio, pomimo straszenia zaprzyjaźnia się z kotami, Pikselem, oraz Panią Ewą, która daje się przestraszyć okrzykom potworów Szurumbura! Katastrofa!. Bezkajku pojawia się w programie w latach 2009 i 2011–2012.
- Doktorek Motorek i Czocher (Piotr Boruta) – postacie pojawiające się epizodycznie w latach 2009–2012. Znane z programu TVN, Mam talent!.
- Kulfon (Mirosław Wieprzewski) – znany z Wypraw profesora Ciekawskiego i Ciuchcii. Występował w Budziku w 2007.

## Twórcy
- Autor, reżyser i scenarzysta: Andrzej Marek Grabowski i od 2002 Małgorzata J.Berwid
- Współpraca: Małgorzata J. Berwid, Krystyna Kwiatkowska, Anna Urbańska
- Aktorzy: Monika Dworakowska-Babula, Aleksandra Ciejek, Piotr Tworek, Maciej Gąsiorek, Jacek Wójcicki, Mirosław Wieprzewski, Grzegorz Feluś, Tomasz Kowol, Piotr Boruta, Igor Buszkowski
- Scenografia: Maria Kucia-Albin – od 2009